# Jagdschloss Windenhütte

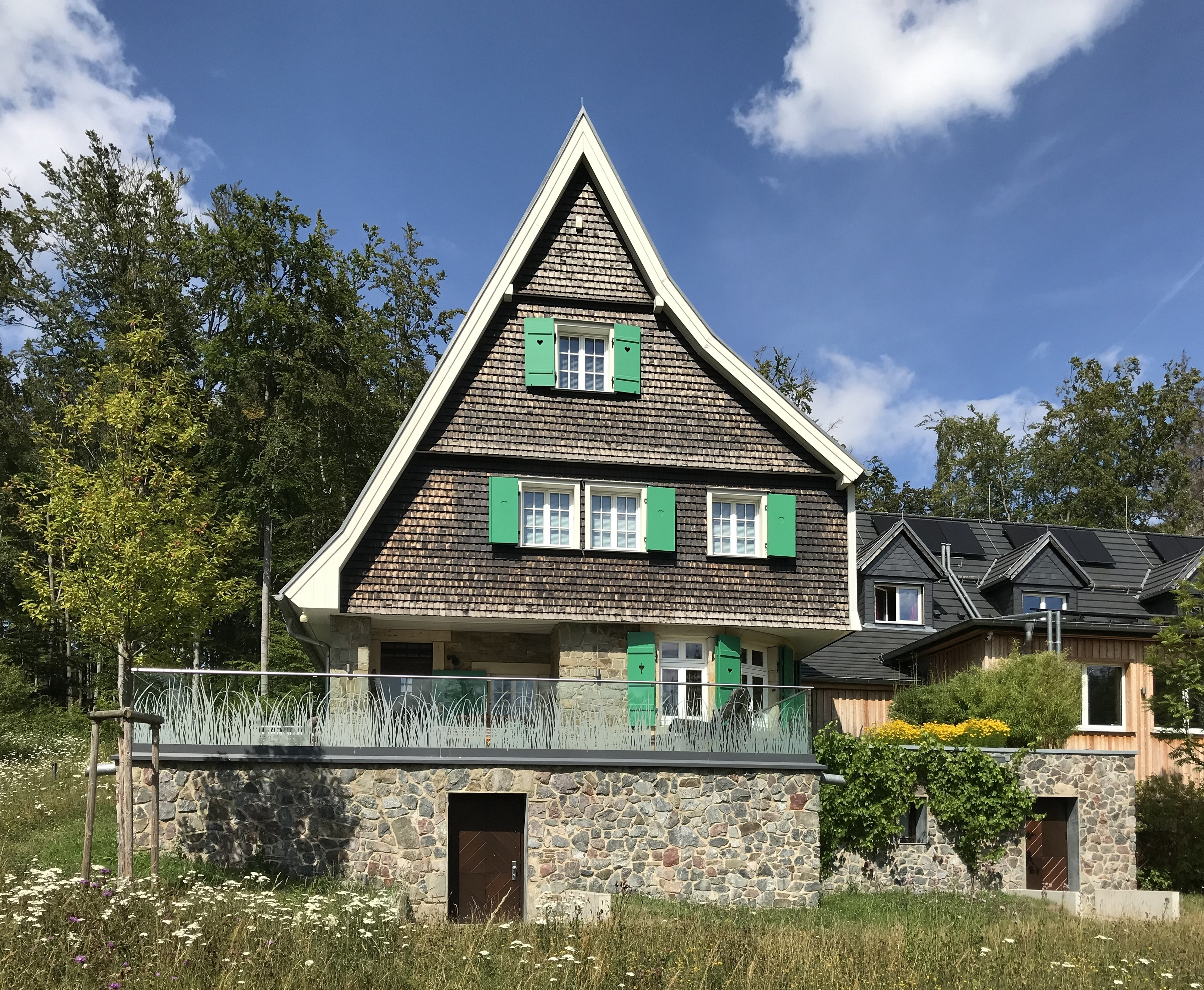
Jagdschloss Windenhütte

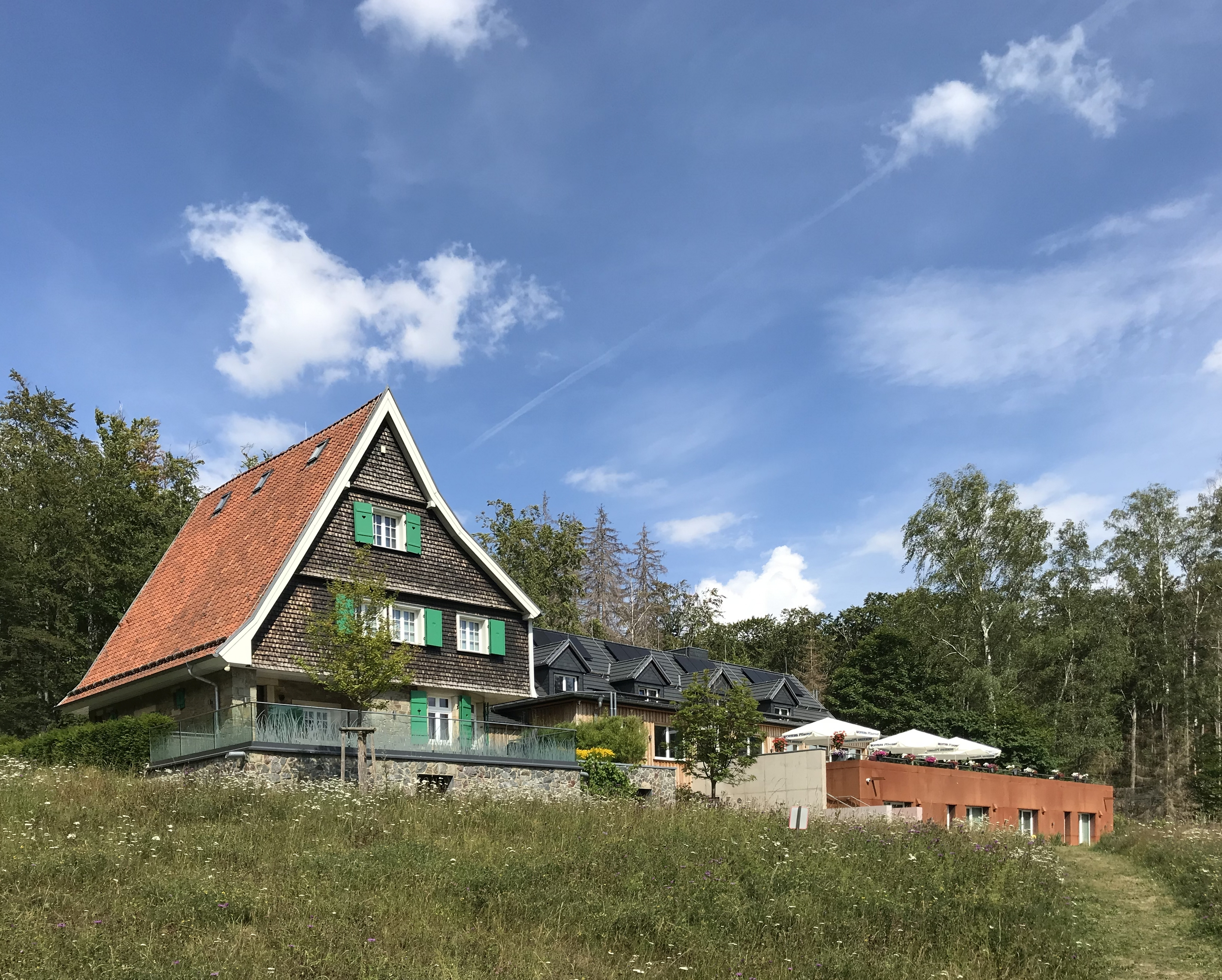
Gesamtansicht mit Anbau (rechts)

Das Jagdschloss Windenhütte im Harz ist ein früher als Jagdschloss, jetzt als Hotel und Restaurant genutztes Gebäude bei Thale im Ortsteil Altenbrak im sachsen-anhaltischen Landkreis Harz.

## Geografische Lage
Die Windenhütte steht im Unterharz im Naturpark Harz/Sachsen-Anhalt. Sie befindet sich im Wald zwischen Altenbrak im Norden, Treseburg im Nordosten, Allrode im Südosten und der Kernstadt von Hasselfelde (zu Oberharz am Brocken) im Westsüdwesten. Das Gebäude steht am Nordrand der Blockhauswiese auf etwa 452 m ü. NHN. Nördlich der Wiese entspringt ein kleiner Bach, der westlich vorbei an der Windenhütte fließt und zum Einzugsgebiet der nahen Luppbode gehört.
Zu erreichen ist das Jagdschloss zum Beispiel über die Kreisstraße 1351, die von der Bundesstraße 81 zwischen Wendefurth an der Talsperre Wendefurth und Hasselfelde nach Südosten abzweigt. Von dieser Straße biegt man bei einem Hinweisschild (⊙) zum Jagdschloss Windenhütte auf einen Forstweg ab und folgt dann weiteren Wegweisern.

## Geschichte
1872 ließ Herzog Wilhelm von Braunschweig in seinem Waldrevier im damaligen Landkreis Blankenburg eine hölzerne Jagdhütte am Rande einer Wildwiese in der Flur Zu den Winden errichten, die den Namen Windenhütte erhielt. Etwa 50 Meter davon entfernt ließ der Prinzregent Herzog Johann Albrecht zu Mecklenburg in den Jahren 1906 bis 1908 das Herzogliche Jagdschloß Windenhütte aus massiven Steinen errichten.
Nach 1945 gelangte das Jagdhaus in den Besitz der staatlichen Forstwirtschaftsbetriebe der DDR, die es im Jahr 1955 an das Institut Gatersleben übergab. Dieses nutzte es als Ferienheim für ihre Institutsmitarbeiter. Da das Haus nur über drei Zimmer verfügte, wurde im Jahr 1978 ein seitlicher Anbau mit mehreren einfachen Zimmern im Obergeschoss und einem Speisesaal im Erdgeschoss errichtet. Danach wurde es auch als Kinderferienlager verwendet. Nach der Aufgabe als Ferienheim übernahm ein Geschäftsmann aus Frankfurt am Main das Haus und eröffnete es 1993 nach Renovierungen als Restaurant und Hotel Jagdschloss Windenhütte. Im Jahr 2010 wurde es an einen Geschäftsmann aus Braunschweig verkauft, der das Haus seitdem betreibt. Später erfolgten weitere Renovierungsarbeiten und Umbauten, bei denen zusätzliche Zimmer entstanden, auf denen sich nun die Terrasse des Restaurants befindet.
Die Windenhütte war als Nr. 59 in das System der Stempelstellen der Harzer Wandernadel einbezogen.